# José Ignacio Wert Ortega
José Ignacio Wert Ortega (IPA: [vert]) (Madrid, 18 de febrer de 1950) és un sociòleg i polític espanyol.
A la dècada del 1970 va començar a treballar a Radiotelevisión Española. Després de militar a Izquierda Democrática i a Unión de Centro Democrático, el 22 de desembre de 2011 va ser nomenat ministre d'Educació, Cultura i Esport pel president del Govern d'Espanya, Mariano Rajoy. Una de les seves primeres decisions va ser tornar a subvencionar el Diccionario biográfico español de la Reial Acadèmia de la Història, que havia rebut dures crítiques per la seva cobertura elogiosa de Franco i el règim franquista.
Seguidament, va decidir canviar l'assignatura d'educació per a la ciutadania i els drets humans per una d'educació cívica i constitucional, i a l'octubre de 2012, Wert va dir que calia «espanyolitzar els alumnes catalans» i que «l'auge independentista té a veure amb el model educatiu català». Tanmateix, l'enrenou que van aixecar aquestes declaracions va quedar eclipsat pel rebuig que ha ocasionat el seu nou projecte de llei d'educació (LOMCE), que convertiria el català en quarta assignatura (per darrere del castellà, l'anglès i una segona llengua estrangera) i posaria fi a la immersió lingüística. El ministre Wert es va mostrar disposat a fer tirar endavant la llei «amb consens o sense».
Parla, a més de castellà i català, francès, italià, portuguès i alemany

## Biografia
José Ignacio Wert va cursar estudis primaris i secundaris al Colegio del Pilar de Madrid. Va rebre estudis en Dret per la Universitat Complutense de Madrid (1972), on va obtenir un premi extraordinari i el Premi Calvo-Sotelo, així com un màster en Sociologia Política per l'Institut d'Estudis Polítics. El 1973 va ingressar, a través d'unes oposicions, com a titulat superior a la Radiotelevisió Espanyola, treballant com a tècnic i, més endavant, com a director adjunt al Gabinet d'Investigació d'Audiència.
Entre 1974 i 1978 va impartir classes de Teoria de la Comunicació a la Facultat de Ciències de la Informació de la Universitat Complutense.
Fins al 1977 va militar a Izquierda Democrática. Aquell any va abandonar la formació per ingressar a la Unión de Centro Democrático, passant a ocupar un càrrec de responsabilitat política en diversos organismes públics. El 1978 va ser nomenat cap del Servei d'estudis, del qual depenien els gabinets d'Estudis de contingut i el ja citat d'Inevstigació d'audiència. El 1979 va ser nomenat subdirector general del Gabinet tècnic del Centre d'Investigacions Sociològiques (CIS), òrgan que depenia de la Presidència del Govern, essent el responsable de l'execució de més de cent estudis d'opinió. El 1980, el Senat el va escollir com a vocal del Consell Assessor de Radiotelevisió Espanyola, a proposta de l'UCD.
Entre 1980 i 1983 va impartir classes de Sociologia Política a la Facultat de Ciències Econòmiques de la Universitat Autònoma de Madrid.
Durant la crisi de l'UCD, el 1982, Wert va passar a militar al Partido Demócrata Popular, essent un dels integrants de la seva Comissió executiva nacional. En les eleccions municipals del 1983, el seu partit va designar-lo com a membre de la candidatura de Coalició Popular (la coalició formada per Alianza Popular, el PDP i la Unión Liberal) per Madrid, resultant escollit regidor. Es va estar al consistori madrileny fins a les generals del 1986, quan va ser elegit diputat per La Corunya, de nou com a candidat del PDP a les llistes de Coalició Popular.
El 1987 va renunciar al seu escó, passant a ocupar diferents llocs clau al sector privat, en especial en empreses de sondejos d'opinió (com Demoscopia, empresa que va fundar i de la qual fou president entre 1987 i 2003) i anàlisi d'audiències (a Sofres, de la qual fou president entre 1994 i 2003). Va compaginar la presidència d'aquesta firma amb la posició de Conseller Delegat de GDM (comercialitzadora de publicitat del Grupo Prisa), la presidència de Sofres A.M.V (Grupo TNSWWP). Des de 1998 ha format part de l'Asociación Mundial de profesionales de la investigación de mercados (ESOMAR), primer com a membre del consell, després com a tresorer i, posteriorment, com a vicepresident.
El 2003 va passar a treballar per al BBVA, com a adjunt al president del banc, Francisco González, com a Director de relacions corporatives del Grupo BBVA, des del 2003 fins al 2005, va presidir la European Foundation for Quality Management (EFQM) Fundació Europea per a la Gestió de la Qualitat, en representació del BBVA. Després d'abandonar el BBVA, va passar a ser el president d'Inspire Consultores.

## Ministre d'Educació, Cultura i Esport
El 22 de desembre del 2011 va ser nomenat Ministre d'Educació, Cultura i Esport d'Espanya. El 31 de gener del 2012 es va donar a conèixer el projecte de reforma de l'Ensenyament Secundari segons el qual l'Educació Secundària Obligatòria (E.S.O.) es reduiria en un any, passant de 4 a 3, i el Batxillerat augmentaria en un, passant de 2 a 3 anys. Això obligaria a suprimir 4t d'ESO. Els sindicats no estan d'acord amb aquesta mesura al témer un procés encobert de privatització. Altres sectors, com a part del professorat, s'han queixat de l'enorme cost operatiu que ocasionaria i dubten del benefici que reportaria a l'alumne. Sembla que aquesta reforma enllaçaria amb la LOCE aprovada l'any 2002 quan el Partido Popular comptava amb la majoria absoluta al Congrés dels Diputats i el govern estava presidit per José María Aznar, però que no va entrar en vigor, ja que el nou govern socialista de José Luís Rodríguez Zapatero va paralitzar-ne l'aplicació (i finalment va aprovar una nova Llei Orgànica d'Educació).
Una de les decisions que va prendre va ser tornar a subvencionar el "Diccionario biográfico español" de la Reial Acadèmia de la Història (amb 193.000 euros) tot i la polèmica que algunes de les entrades va suscitar, com la dedicada al general Franco, on el seu biògraf no l'anomena dictador i omet gran part de la repressió franquista. El juliol del 2011, el Congrés dels Diputats va aprovar una moció pel qual es retiraven els fons públics si no es corregien aquestes errades. Un mes abans, la Reial Acadèmia de la Història s'havia vist obligada a crear una comissió que senyalés els possibles errors, però el 26 de maig del 2012, segons el diari El País, l'Acadèmia va decidir (sense fer públiques les conclusions) que no corregiria cap biografia, ni hi hauria biografías alternativas a las ya publicadas i que només hi hauria canvis menors (tampoc s'efectuarien correccions a la versió online). Tot i així, tres dies després el ministre Wert va assegurar davant del Congrés dels Diputats que 14 entrades es revisarien en profunditat, un es suprimiria, i 16 serien lleugerament modificades, tot i que no va concretar quines.

### Substitució de l'Educació per la Ciutadania
El 31 de gener del 2012, José Ignacio Wert va anunciar que l'assignatura d'Educació per la Ciutadania, que havia estat molt criticada per l'Església catòlica i pel mateix Partit Popular, seria substituïda per una altra, anomenada Educació Cívica i Constitucional que, segons el ministre, estaria lliure de qüestions controvertides i no serà susceptible d'adoctrinament ideològic. Les associacions de pares es van mostrar d'acord amb aquesta mesura. Per tal de defensar el canvi, el ministre va al·legar que era una assignatura partidista i truncada, utilitzant cites del llibre d'Educació per a la Ciutadania. Democràcia, Capitalisme i Estat de Dret de Carlos Fernández Liria et al. La polèmica va sorgir quan va saltar a la llum pública que aquest llibre no era un llibre de text per a estudiants, sinó que era un conegut assaig contra l'assignatura.
El diari El País, en la seva edició del dissabte 19 de maig del 2012, va avançar els nous continguts de l'assignatura d'Educació Cívica i Constitucional, que el ministre Wert va presentar el dijous 24 de maig d'aquell any. El diari destacava que el nou temari no parlava d'homofòbia o de les desigualtats socials; en canvi, si que parlava de l'anomenat nacionalisme excloent, a més a més de destacar la iniciativa privada en la generació de la riquesa o el respecte a la propietat intel·lectual.

### Destitució del càrrec
Dia 25 de juny de 2015 va ser destituït del càrrec per Mariano Rajoy. Fou substituït per Iñigo Méndez de Vigo Montojo.